# Saitis barbipes
Saitis barbipes es una araña saltarina encontrada en la zona del Mediterráneo.

## Etimología
El nombre de la especie, barbipes, deriva del latín y significa "pie barbudo".

## Taxonomía
La especie Saitis barbipes fue descrita en 1868 bajo el nombre de Attus barbipes por el naturalista francés Eugène Simon, que en 1876 la colocó en el género Saitis, del cual constituye la especie tipo.
La “araña pavo real” australiana, Maratus volans, tiene varias características exteriores similares a las de la especie, como los ojos verdes y un tercer par de patas agrandadas utilizadas en el cortejo. Trabajos recientes sugieren que los géneros Saitis y Maratus están estrechamente relacionados.

## Distribución
La especie está presente en la zona del Mediterráneo, desde el sur de Europa (Bulgaria, Alemania, Grecia, Italia, Macedonia del Norte, Países Bajos, Portugal, España y Suiza) a Turquía y África del Norte.

## Hábitat
A estas arañas saltarinas se las puede encontrar en rocas, casas e interiores.

## Descripción
Saitis barbipes destaca por tener un pronunciado dimorfismo sexual. El cuerpo de los machos puede alcanzar una longitud de 3,8 a 4 milímetros, mientras que el de las hembras mide entre 4,6 y 5,7 milímetros. La coloración de las hembras es menos llamativa, con un cuerpo de color marrón apagado, ojos negros u oscuros y patas de color marrón pálido casi sin dibujo.
A diferencia de la hembra, la coloración del macho es muy llamativa, sobre todo visto de frente. Tiene unos ojos brillantes de color verde esmeralda, las cuatro patas delanteras son blancas y muy peludas y están intercaladas de manera regular por rayas negras y tiene una banda roja encima de los ojos, que se extiende a los lados hacia los ojos posteriores. El cefalotórax (prosoma) es normalmente de color marrón pálido y bastante peludo por encima de los ojos. El abdomen (opistosoma), tiene en la parte superior una banda lateral longitudinal de borde oscuro. Saitis barbipes es seguramente la especie más colorida de las arañas saltarinas de Europa. Aunque la característica más notable es el muy alargado tercer par de patas. Éstas son más largas que las otras y cerca del cuerpo son de color rojo, desvaneciéndose en negro, con mechones blancos al final.

## Comportamiento
Gracias a la longitud de su tercer par de patas, estas arañas pueden saltar a grandes distancias. También usan estas patas en el cortejo sexual. Cuando el macho ve a una hembra, alza verticalmente su tercer par de patas. Mientras se aproxima a ella, de cuando en cuando las hace vibrar de manera audible. Si la hembra es receptiva, se dejará caer sobre sus patas y girará la parte ventral de su abdomen hacia arriba. Se pueden encontrar animales sexualmente maduros durante todo el año.

## Galería
|                       |
| Macho, vista frontal. |

|                       |
| Macho, vista lateral. |

|                            |
| Macho, visto desde arriba. |

|                           |
| Macho, visto desde abajo. |